# Andrzej Bocheński
Andrzej Zbigniew Bocheński (ur. 20 sierpnia 1953 w Zielonej Górze) – polski polityk, samorządowiec, w latach 1999–2006 marszałek województwa lubuskiego.

## Życiorys
Ukończył studia w Państwowej Wyższej Szkole Zawodowej w Gorzowie Wielkopolskim. Związany z Sojuszem Lewicy Demokratycznej. W latach 1994–1998 pełnił funkcję rady miasta Zielona Góra. Od 1998 do 2006 był radnym sejmiku i marszałkiem województwa lubuskiego, później zatrudniony w prywatnej spółce. W 2006 i w 2010 ponownie wybierany na radnego miejskiego. W 2015 ponownie został radnym z ramienia komitetu prezydenta Janusza Kubickiego, utrzymał mandat radnego również w 2018.